# Штайнер, Адольф
Адольф Штайнер (нем. Adolf Steiner; 12 апреля 1897, Швебиш-Халль — 27 марта 1974, Баден-Баден) — немецкий виолончелист.
Сын провинциального вюртембергского музыканта Адольфа Штайнера, вместе с четырьмя своими братьями получил сперва домашнее музыкальное образование. С шести лет занимался на скрипке и фортепиано, в двенадцатилетнем возрасте перешёл на виолончель. В 1914—1921 гг., с перерывом на военную службу в 1916—1919 гг., учился у Хуго Беккера в Берлинской высшей школе музыки.
В 1921—1929 г. играл в струнном квартете Густава Хавемана. Затем с 1928 г. и до конца Второй мировой войны выступал в составе Квартета братьев Штейнеров вместе со скрипачами Карлом и Вилли и альтистом Фрицем, а также с ещё одним братом Генрихом в партии фортепиано. Все братья Штайнеры были убеждёнными нацистами; в частности, Йозеф Геббельс приглашал квартет Штайнеров для того, чтобы играть перед его выступлениями. С 1933 г. преподавал в Берлинской высшей школе музыки, сменив уехавшего от нацистов в Палестину Эмануэля Фойермана, с 1939 г. профессор. Концертировал и как солист, в 1929 г. был первым исполнителем виолончельного концерта Пауля Хёффера.
Записал концерт для виолончели с оркестром Эжена д’Альбера с Оркестром Гевандхауса под управлением Германа Абендрота (запись по трансляции концерта 3 ноября 1944 года в Лейпциге).
В послевоенные годы с 1951 г. преподавал в Кёльнской высшей школе музыки, среди его учеников Йорг Метцгер. Также был концертмейстером виолончелей Симфонического оркестра Кёльнского радио. Продолжал концертную деятельность, первый исполнитель концерта для виолончели с оркестром Вальтера Йенча (1956).